# Stadsomwalling van Echternach

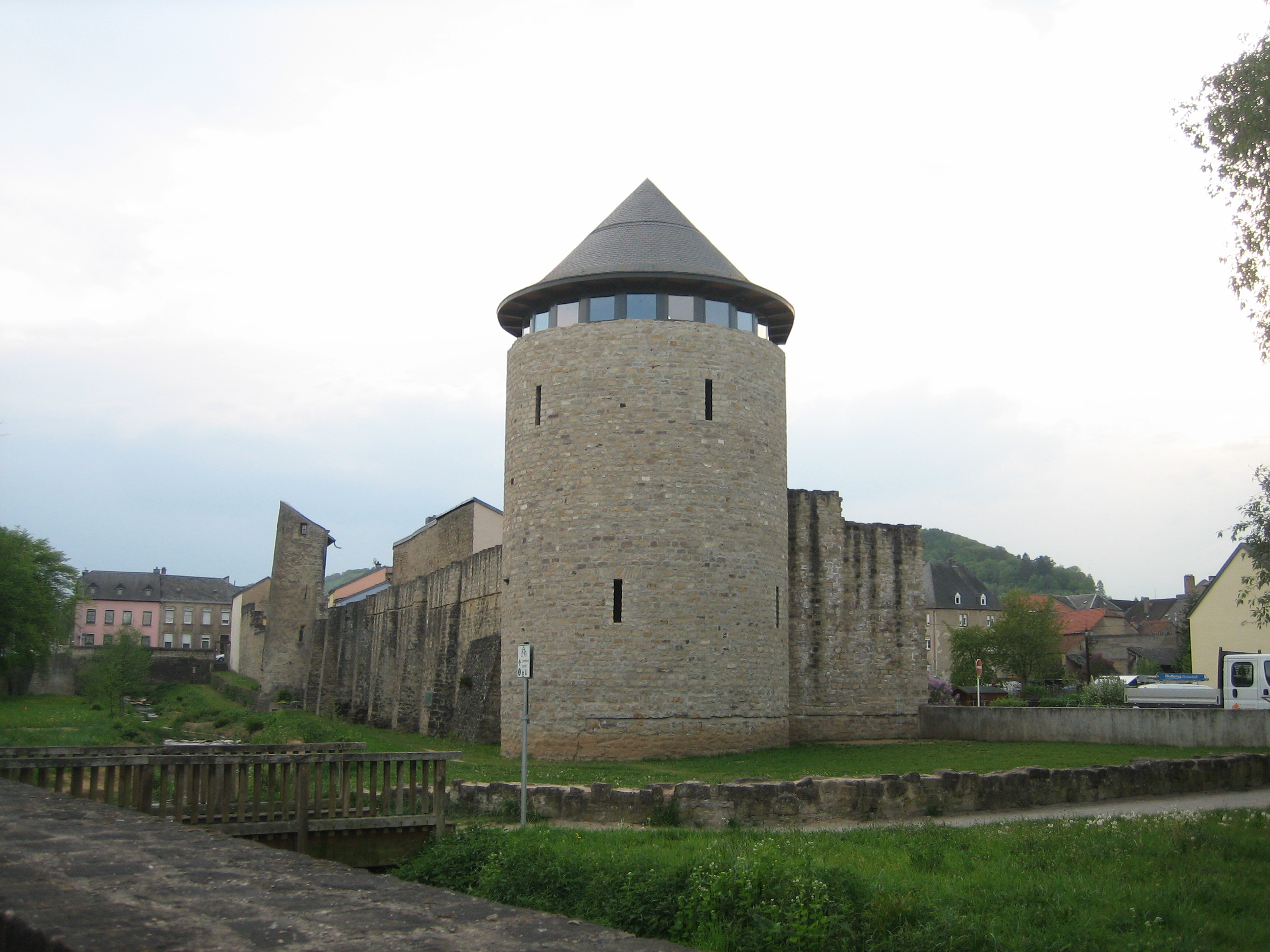
Oostelijke hoektoren met stadsmuur

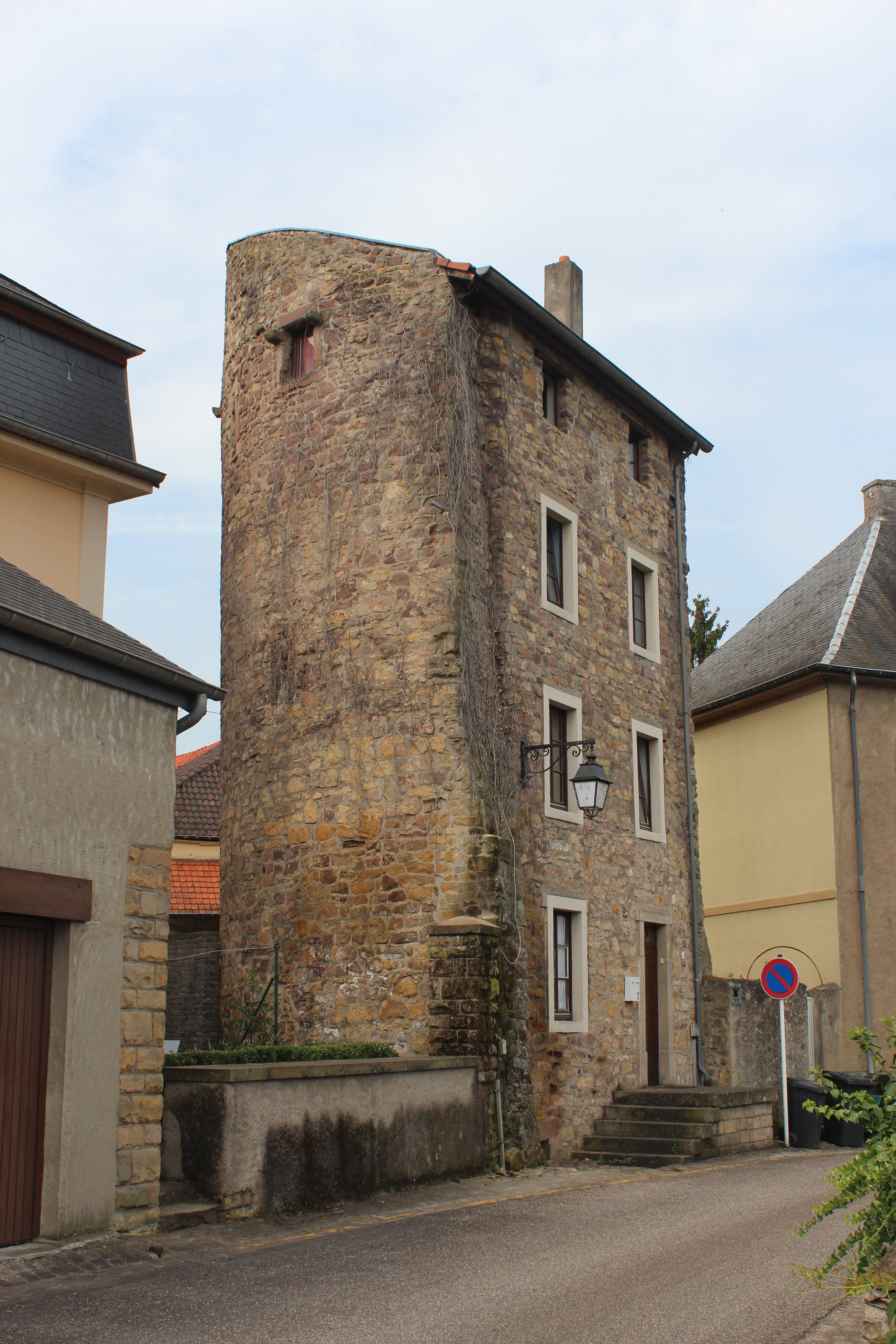
Schelptoren met woning

De stadsomwalling van Echternach was een middeleeuwse omwalling rond de Luxemburgse stad Echternach. De stadsmuur in natuursteen werd aangelegd in de loop van de 12e eeuw en was ongeveer twee kilometer lang. De omwalling bestond uit zes poorten, veertien torens en een brede gracht. Tegen de 18e eeuw had de stadsmuur haar militaire betekenis verloren en hij werd voor een groot stuk afgebroken tijdens de 18e en 19e eeuw. Er resten echter nog vijf torens en stukken van de stadsmuur.
De vroegste bekende afbeelding van de stadsomwalling is een zegel uit 1249. Op een stadsplattegrond van Jacob van Deventer (omstreeks 1550) is de stadsmuur te zien.

## Stadspoorten
De stadsmuur van Echternach had vier hoofdpoorten en twee kleinere poorten. Deze poorten werden alle afgebroken omdat ze een belemmering vormden voor het verkeer. De hoofdpoorten waren de Luxemburgerpoort, de Vianderpoort, de Bitburgerpoort en de Triererpoort. Deze laatste (Frans: Porte de Trèves) (Luxemburgs: Hoovelecker Poat) werd afgebroken in 1867. In 2002 werden de grondvesten van deze verdwenen poort blootgelegd tijdens wegenwerken.

## Torens
De stadsmuur werd verdedigd door veertien schelptorens die open waren aan de stadszijde. De resterende torens werden in 1813 bij veiling verkocht. Verschillende van deze open torens werden gebruikt om huizen tegenaan te bouwen. In 1992 werden drie van de resterende torens gerenoveerd met moderne appartementen aan de stadszijde.

## Stadsmuur
Door de nieuwe krijgstechnieken had de middeleeuwse stadsmuur zijn militaire functie verloren. Verschillende delen van de muur werden vanaf de 18e eeuw geslecht, onder andere voor nieuwe bijgebouwen van de Abdij van Echternach. In 1731 werd op de plaats van de voormalige westelijke stadsmuur een Franse tuin met oranjerie aangelegd naast de abdijgebouwen. Ook de gracht rond de stadsmuur werd gedempt. Aan de zuidoostelijke zijde van de stad wordt deze gracht geëvoceerd door een beek, de Lauterbuurerbaac.

## Kaart

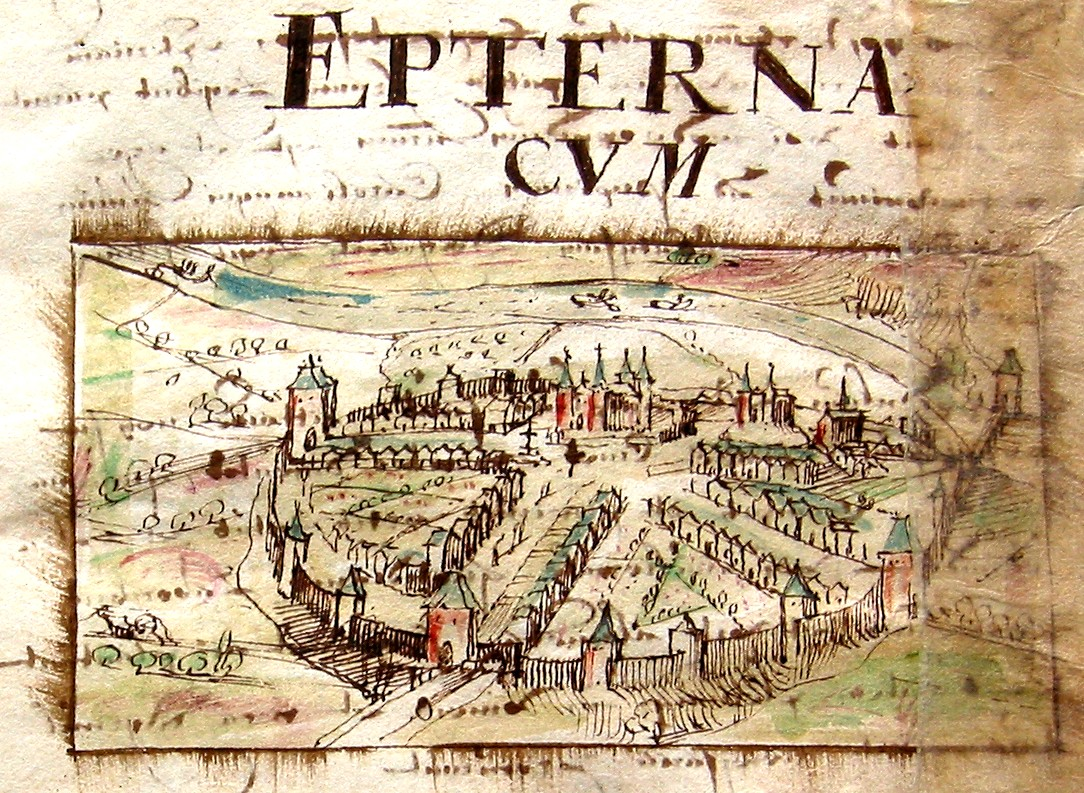
De stadsomwalling omstreeks 1600

De stadsomwalling van Echternach werd in 1560 door Jacobus van Deventer opgetekend op kaart. Hieronder de stadsomwalling geprojecteerd op een hedendaagse kaart.

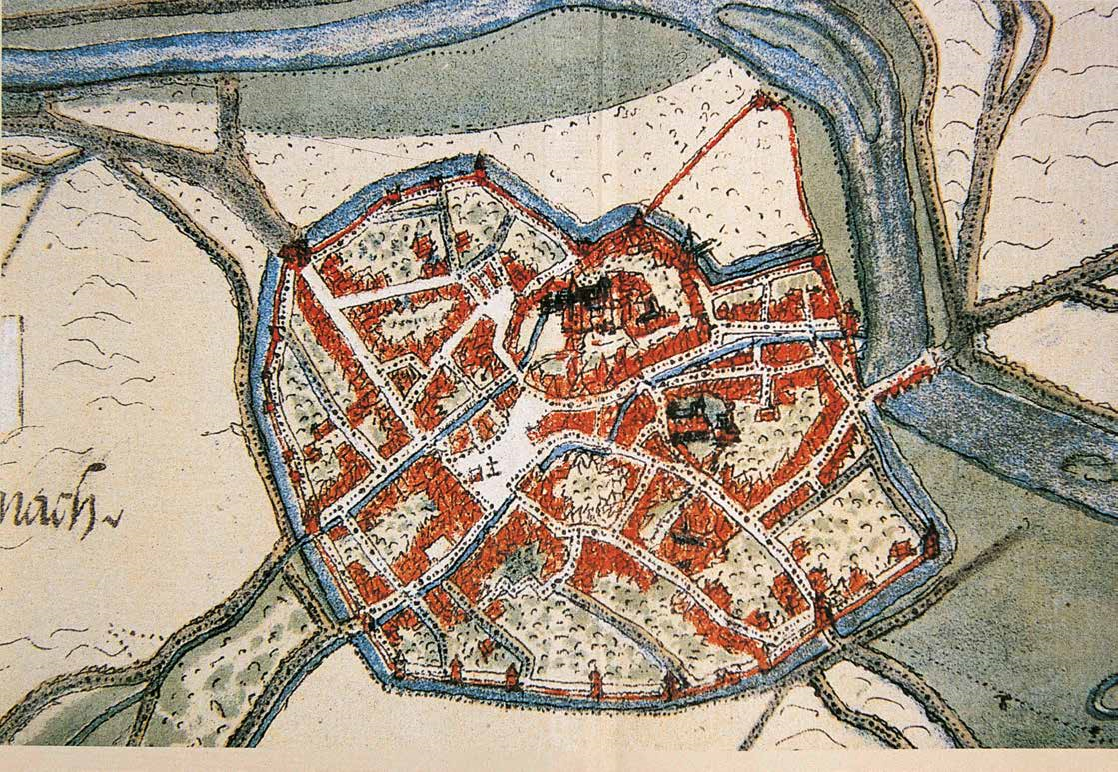
De stadsmuur op de kaart uit 1560 door Jacobus van Deventer